# Посол
Посо́л — дипломатический представитель высшего ранга своего государства в иностранном государстве (или в нескольких государствах по совместительству) или в международной организации; официальный представитель интересов и руководства своей страны.

## Задачи и функции послов
Задачей и функцией посла, как главы посольства своей страны, является представление и защита интересов представляемого им государства, государственного руководства. Для выполнения своих функций посол имеет право отношений не только с государственными органами страны пребывания, но также и с местной политической оппозицией и общественно-политическими организациями. Для неограниченного представления интересов посол пользуется дипломатическим иммунитетом. Место жительства посла и его семьи называется резиденцией. Она, как и территория посольства, пользуется экстерриториальным иммунитетом.

## Статус: дипломатический иммунитет (неприкосновенность посла)
Послы пользуются неприкосновенностью и полным дипломатическим иммунитетом в соответствии с международными соглашениями. Регулирующие вопросы дипломатического иммунитета нормы международного права прописаны в Венской конвенции о дипломатических отношениях 1961 года.

## Порядок назначения посла
Послы назначаются главами государств и представляют их за рубежом, но одновременно подчиняются министерствам иностранных дел.
Вот как образно описал английский поэт Джон Донн роль королевского посла в стихотворном обращении к дипломату Генри Уоттену:
Государь — солнце, посол — луч.

Итак, указ король тебе вручает,

Поставив подпись собственной рукой.

Тебя он полномочьем облекает,

Как бы на время делая собой.

Ты в фонаре его горишь свечою.

Ты — копия, а он — оригинал.

Ты — скромный луч. Он — солнце золотое,

И этот луч он вдаль светить послал.

### Агреман
После официального назначения посла министерство иностранных дел его страны запрашивает у страны пребывания агреман (согласие страны пребывания на назначения посла иностранного государства). Государство пребывания не обязано сообщать мотивы отказа в агремане.

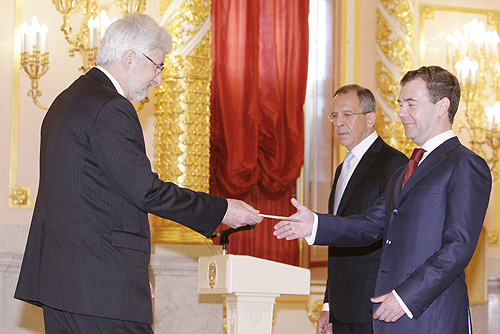
Посол Франции в России Жан де Глиниасти вручает верительные грамоты президенту России Дмитрию Медведеву 29 мая 2009 года

### Аккредитация посла и вступление в должность
По прибытии в страну пребывания послы вручают верительные грамоты и аккредитуются при главе того государства, куда они назначены, после чего они считаются официально вступившими в должность. В случае неоправданной задержки вручения грамоты правительство страны пребывания вправе требовать его отзыва. Если посол приезжает в страну впервые после установления дипломатических отношений, то он обычно делает краткое заявление для печати по прибытии в столицу данного государства, в котором сообщает о задачах, поставленных перед ним пославшим его правительством. В большинстве стран в связи с напряжённым графиком работы главы государства торжественные церемонии по случаю вручения послами верительных грамот проходят не индивидуально, а организуются с периодичностью 2—4 раза в год. При этом на каждой церемонии сразу несколько послов по очереди вручают свои верительные грамоты. Порядок (очерёдность) вручения верительных грамот или представление их заверенных копий определяется датой и часом прибытия главы представительства.

## Посол как руководитель дипломатического представительства
Послы являются, как правило, руководителями дипломатических представительств — зарубежных органов внешних сношений своего государства, которые учреждаются на основе взаимного соглашения между государствами и служат для поддержания дипломатических отношений. Обмен дипломатическими представительствами между государствами возможен на одном из трех уровней. Каждому уровню соответствует определённый класс главы представительства. Наиболее высокий уровень — посольство, во главе которого стоит дипломатический представитель, имеющий класс посла. Далее следуют миссия, возглавляемая посланником, и затем миссия, возглавляемая поверенным в делах.

## Посол как член дипломатического корпуса
В стране пребывания и аккредитации послы всех государств, то есть в узком смысле — главы дипломатических миссий в их совокупности, объединены по должности в неформальной организации — дипломатическом корпусе. Дипломатический корпус осуществляет исключительно церемониальные функции, он не имеет статуса какой-либо политической организации или юридического лица. Коллективные выступления дипломатического корпуса возможны только по церемониальным (протокольным) вопросам.
Дипломатический корпус обычно имеет старшину (старейшину, дуайена или декана) — старшего по классу и первого по времени своей службы в данной стране в этом классе дипломатического представителя. Дуайеном может выступать только дипломатический представитель высшего класса — посол или папский нунций (в некоторых католических странах — только нунций, независимо от времени аккредитования, в Того — только посол ФРГ, а в Буркина-Фасо — только один из послов стран Африки). Деятельность старшины, например, включает инструктаж коллег о местных дипломатических обычаях. Момент старшинства глав представительств соответствующего класса в дипломатическом корпусе определяют дата и час вступления в выполнение своих функций (в практике современных государств таким моментом считают дату вручения верительных грамот).

## Особые категории

### Ватикан: папский нунций — Посол Святого Престола
Ну́нций (от лат. nuntius — вестник) — постоянный дипломатический представитель папы римского в государствах, с которыми папа поддерживает официальные дипломатические отношения. На данный момент это высший дипломатический представитель Святого Престола, соответствует чрезвычайному и полномочному послу. В большинстве католических стран со времени Венского мирного конгресса 1815 г. нунций является дуайеном (старейшиной) дипломатического корпуса. Производное от «нунций» — «нунциатура» — посольство Святого Престола в какой-либо стране. Также существуют ранги дипломатических представителей святого Престола — интернунций (или пронунций), апостольский визитатор, апостольский делегат.

### Посол доброй волиОрганизации Объединённых Наций

Флаг ООН

#### Посол доброй волиЮНИСЕФ
Посол доброй воли ЮНИСЕФ — почётное звание Международного чрезвычайного фонда помощи детям Организации Объединённых Наций (ЮНИСЕФ).
В 1954 году американский актёр-комик Дэнни Кей первым выдвинул предложение о присуждении титула «Посол доброй воли». Другие знаменитости действуют как международные, региональные или национальные послы, в зависимости от их профиля, интересов, и желания уровня ответственности. Цель программы состоит в том, чтобы позволить знаменитостям небезразличным к проблемам ЮНИСЕФ использовать свою известность, чтобы привлечь внимание к важным проблемам. Это может принять форму общественного начала и переговоров, посещений неспокойных областей, которые привлекают внимание СМИ, и использования их политического доступа, чтобы защитить цели ЮНИСЕФ.

### Временный исполняющий обязанности посла

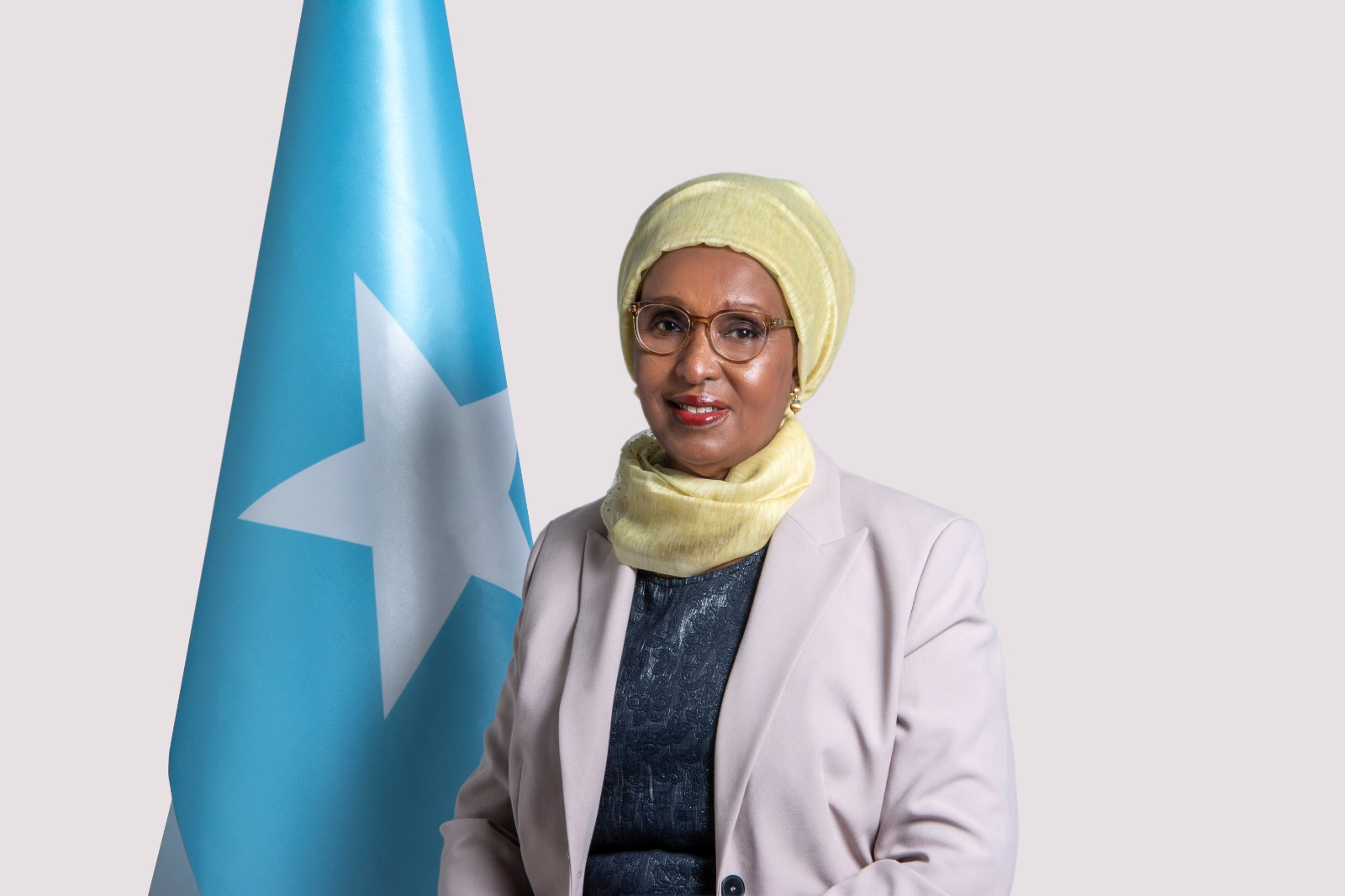
Посол

Временный поверенный (полное название — временный поверенный в делах <название государства> в <название государства пребывания>) — дипломат, который исполняет обязанности главы дипломатического представительства в отсутствие посла (либо назначенного на постоянной основе главы диппредставительства с другим названием должности) как по причине его временного отъезда, так и в случае, если посол не назначен (например, после отзыва предыдущего посла).

### Посол по особым поручениям
Посол по особым поручениям — это дипломат, секретарь или министр высшего ранга, аккредитованный для представления страны и её народа на международном уровне.
В отличие от посла-резидента, который обычно ограничен страной или посольством, послу по особым поручениям поручено работать в нескольких, как правило, соседних странах, регионе или иногда занимать место в международной организации, такой как Организация Объединённых Наций, Международные межправительственные (Межгосударственные) организации и Международные неправительственные (негосударственные, общественные) организации. В некоторых случаях послу по особым поручениям может быть даже специально отведена роль консультирования и оказания помощи государству или правительству по конкретным вопросам. Исторически сложилось так, что президенты или премьер-министры назначали специальных дипломатических посланников для выполнения конкретных заданий, в основном за рубежом, но иногда и внутри страны в качестве посла по особым поручениям.

## Франция: французская дипломатическая специфика
Согласно декрету президента Французской республики Шарля де Голля № 69-222 от 6 марта 1969 года с последующими изменениями об особом статусе дипломатических и консульских агентов в консолидированной версии от 27 мая 2009 года, в дипломатической практике Франции следует различать понятия «Посла Франции», «Чрезвычайного и полномочного посла Франции в (название страны)» и «Полномочного министра».

### Посол Франции
Посол Франции — это особое достоинство, в которое заслуживающее того лицо пожизненно и индивидуально возводится декретом президента Французской республики на заседании Совета министров. При этом данное лицо может не иметь никакого отношения к дипломатической службе, а высокопоставленные карьерные дипломаты, много лет прослужившие на должностях Чрезвычайных и полномочных послов Франции за рубежом, могут никогда не быть возведёнными в это особое личное достоинство.
Исходным нормативным документом, регулирующим статус «Посла Франции» в Пятой Республике, являлся декрет № 59-44221 от 21 марта 1959, заменённый на декрет № 85-779 от 24 июля 1985.
По представлению министра иностранных дел и по отдельному декрету, принятому на Совете министров, Послы Франции могут выделяться на один год (с возможностью продления) в распоряжение правительства Франции в качестве дипломатических советников правительства, или в распоряжение министра иностранных дел, чтобы выполнять любые работы или миссии, которые министр сочтёт полезными.

### Чрезвычайный и полномочный посол Франции в (название страны)
«Чрезвычайный и полномочный посол Франции в (название страны)», например Чрезвычайный и Полномочный Посол Франции в России — это классическая высшая дипломатическая должность руководителя дипломатического представительства Франции за рубежом.
На неё индивидуальным декретом президента Французской республики на заседании Совета министров по представлению министра иностранных дел, как правило, назначаются карьерные дипломаты из особого корпуса французской государственной службы — корпуса «полномочных министров».

### Корпус полномочных министров
Корпус полномочных министров — это отдельный корпус (подразделение) французских государственных чиновников со специализацией на международных отношениях в подчинении МИДа Франции.
Корпус полномочных министров включает в себя три уровня (классных чина) по возрастанию: полномочный министр второго класса, полномочный министр первого класса и полномочный министр вне класса. При этом второй классный чин имеет два подуровня (эшелона).
На начальный уровень корпуса полномочных министров — второго эшелона второго класса — назначаются государственные чиновники из нижестоящего специализированного корпуса «советников по международным отношениям» (с уровня «вне класса»), имеющие стаж службы не менее 16 лет или специально назначенные в корпус советников по международным отношениям выпускники Национальной школы администрации при премьер-министре Франции.
Сроки обязательного стажа работы: на втором (низшем) эшелоне второго класса три года, в первом классе — два года.
После каждых 12-ти последовательных назначений в корпус полномочных министров второго эшелона второго класса из нижестоящего специализированного корпуса советников по международным отношениям, тринадцатое назначение может касаться государственного чиновника из любого другого корпуса государственной службы, а четырнадцатое — любого лица, не состоящего на государственной службе. Однако к таким лицам предъявляются жёсткие требования по возрасту (не младше 47-50 лет) и стажу работы (не менее 17-22 лет).
Полномочные министры вне класса со стажем государственной службы не менее 25 лет по представлению министра иностранных дел и по отдельному декрету, принятому на Совете министров, так же как и «Послы Франции», могут выделяться на один год (с возможностью продления) в распоряжение правительства Франции в качестве дипломатических советников правительства, или в распоряжение министра иностранных дел, чтобы выполнять любые работы или миссии, которые министр сочтёт полезными.

## СССРиРоссия: особенности дипломатической практики
Чрезвыча́йный и Полномо́чный Посо́л — высший дипломатический ранг в Российской Федерации и в СССР. Установлен 28 мая 1943 года указом Президиума Верховного Совета СССР «Об установлении дипломатических рангов». В СССР присваивался указами Президиума Верховного Совета, затем указами Президента СССР. В Российской Федерации присваивается указами Президента Российской Федерации.
В Российской Федерации дипломатический ранг Чрезвычайного и Полномочного Посла присваивается лицам, занимающим должности министра иностранных дел, первого заместителя этого министра, заместителя этого министра, генерального директора МИД, посла по особым поручениям, директора департамента МИД, Чрезвычайного и Полномочного Посла Российской Федерации (в иностранном государстве), постоянного представителя (представителя, постоянного наблюдателя) России при международной организации. После ухода в отставку именуется «Чрезвычайный и Полномочный Посол в отставке».
Как и в Российской Федерации, в большинстве постсоветских стран СНГ сохранилась дипломатическая практика регламентации рангов, существовавшая в СССР.